# D. J. Clark
D. J. Clark (né le 30 novembre 1986 à Oceanside) est un joueur américain de football américain. Il est agent libre depuis le 4 septembre 2010.
Clark entre à l'université d'État de l'Idaho en 2005 où il fait partie des équipes-types de conférence à chaque année de ses années universitaires. Il n'est sélectionné par aucune équipe lors du draft de 2009 de la NFL et signe comme agent libre avec les Panthers de la Caroline mais il est libéré avant le début de la saison 2009.
Après cela, il signe avec l'équipe d'entraînement des Packers de Green Bay mais ne sera appelé à aucun moment avec l'effectif actif des Packers. Avant le début de la saison, il fait partie de la dernière liste de joueurs que Green Bay remercie.